# پولیانتیوو
پولیانتیوو (به لاتین: Puliyanthivu) یک منطقهٔ مسکونی در سری‌لانکا است که در ناحیه باتیکالوا واقع شده‌است.